# Étupes
Étupes – miejscowość i gmina we Francji, w regionie Burgundia-Franche-Comté, w departamencie Doubs.
Według danych na rok 1990 gminę zamieszkiwały 3603 osoby, a gęstość zaludnienia wynosiła 365 osób/km² (wśród 1786 gmin Franche-Comté Étupes plasuje się na 42. miejscu pod względem liczby ludności, natomiast pod względem powierzchni na miejscu 442.).